# Rudolf König
Rudolf König (18. srpna 1865 – 30. ledna 1927) byl rakouský obchodník, amatérský astronom a selenograf.
Zbudoval vlastní observatoř a provedl kolem 47 000 měření měsíčních útvarů. Jeho dalekohled od firmy Zeiss je umístěn ve Štefánikově hvězdárně v Praze. Je po něm pojmenován kráter König na přivrácené straně Měsíce.

## Galerie

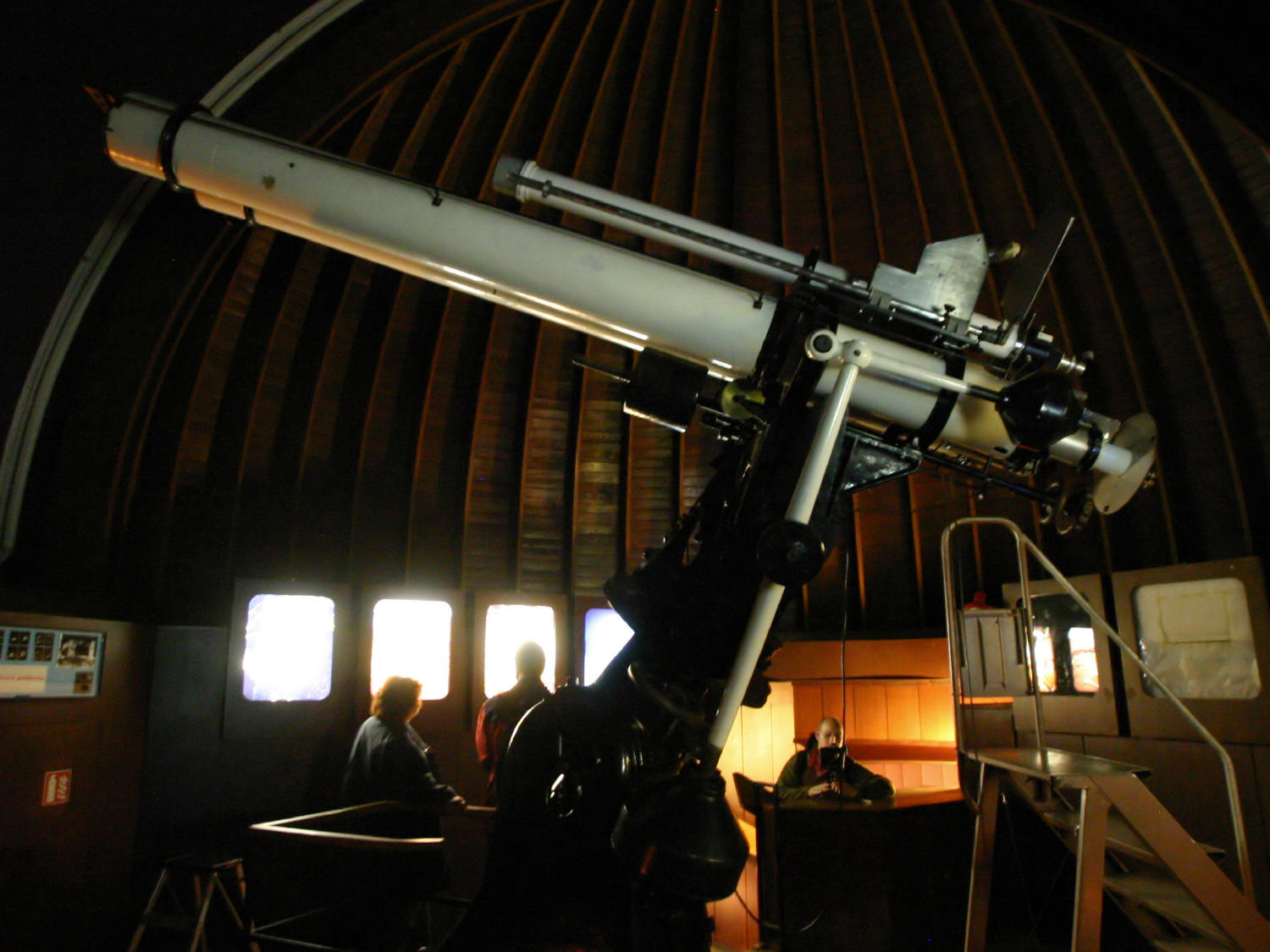
Novější fotografie Königova dalekohledu Zeiss ve Štefánikově hvězdárně.